# 布勒维利耶
布勒维利耶（法語：Brevilliers，法語發音：[bʁəvilje]）是法国上索恩省的一个市镇，属于吕尔区。

## 地理
布勒维利耶（47°34'54"N, 6°47'32"E）面积6.47 平方千米，位于法国勃艮第-弗朗什-孔泰大區上索恩省，该省份为法国东部内陆省份，北起顺时针与孚日省、贝尔福地区省、杜省、汝拉省、科多尔省和上马恩省接壤。
与布勒维利耶接壤的市镇（或旧市镇、城区）包括：埃什南苏蒙沃杜瓦、伯通库尔、埃里库尔、邦维拉尔、贝尔蒙、沙特努瓦莱福日、多朗。

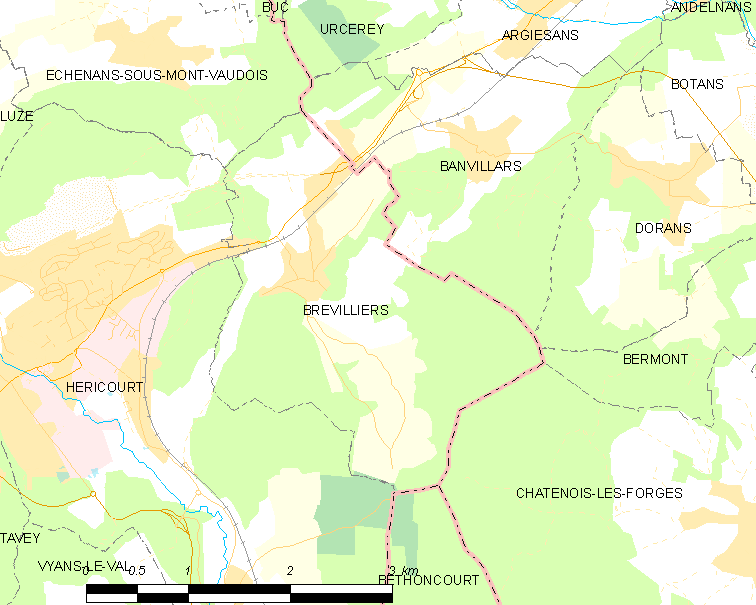
布勒维利耶的OSM定位图

布勒维利耶的时区为UTC+01:00、UTC+02:00（夏令时）。

## 行政
布勒维利耶的邮政编码为70400，INSEE市镇编码为70096。

## 政治
布勒维利耶所属的省级选区为埃里库尔第一县。

## 人口

1962-2008年间布勒维利耶人口变化图示

布勒维利耶于2022年1月1日时的人口数量为628人。